# 汶県
汶県（ぶん-けん）は中華人民共和国遼寧省にかつて存在した県。現在の大石橋市南東部に相当する。
前漢により設置された文県を前身とする。後漢により汶県と改称され、五胡十六国時代、前燕により廃止された。